# Tylorida mengla
Tylorida mengla är en spindelart som beskrevs av Zhu, Song och Zhang 2003. Tylorida mengla ingår i släktet Tylorida och familjen käkspindlar. Inga underarter finns listade i Catalogue of Life.